# Rocky Gray
William "Rocky" Gray, född 2 juli 1974 i Jacksonville, Arkansas, är en amerikansk trummis, gitarrist och låtskrivare. Han har varit en del av Arkansas metalscen sedan tidigt 1990-tal. En av hans mest framstående roller var som trummis i Evanescence innan han, tillsammans med de två andra tidigare Evanescence-medlemmarna Ben Moody och John LeCompt, bildade bandet We Are the Fallen under 2009.

## Rocky Grays grupper

### Nuvarande
- Soul Embraced – sologitarr, trummor, sång (1997–2008), trummor (2008– )
- Mourningside – trummor (2004– )
- Living Sacrifice – sologitarr, bakgrundssång (1999–2003, 2005, 2008– )
- Machina – trummor (2005– )
- We Are the Fallen – trummor (2009– )
- Even Devils Die – gitarr, keyboard, programmering (2014– )
- Creepy Carnival – gitarr (2014– )
- Cryptic Memoirs – trummor, gitarr (2013– )

### Tidigare
- Chalice – (1991)
- Shredded Corpse – sång, gitarr, keyboard, basgitarr (1991–1998)
- Sickshine – trummor (1993–1995)
- PainGod (senare känd som Flesh Compressor) – (1994–1995)
- Seminal Death – sång, gitarr (1995)
- Thy Pain – gitarr, sång (2002)
- Kill System – gitarr (2002–2003)
- Evanescence – trummor (2002–2007)
- The Burning – gitarr (2005–2006)
- 3 For Sorrow – trummor, basgitarr, gitarr (2005–2006)
- Fatal Thirteen – gitarr (2006–2014)
- We Are the Fallen – trummor (2009–2012)
- Solus Deus – gitarr, bakgrundssång (2012–2017)

### Som turnerande medlem
- Bleeding Through – trummor (2008)
- The Killer and the Star – trummor (2009– )

## Diskografi (urval)

### Album med Soul Embraced
- 1999: The Fleshless
- 2000: For the Incomplete
- 2002: This Is My Blood
- 2003: Immune
- 2008: Dead Alive
- 2013: Mythos

### Album medLiving Sacrifice
- 2000: The Hammering Process
- 2000: Subtle Alliance
- 2002: Conceived in Fire
- 2005: In Memoriam
- 2008: Death Machine
- 2010: The Infinite Order
- 2013: Ghost Thief

### Album medEvanescence
- 2006: The Open Door

### Album medWe Are the Fallen
- 2010: Tear the World Down